# Stiftung Hamburg Maritim
Le Stiftung Hamburg Maritim (Fondation maritime de Hambourg) est un musée portuaire installé à Hambourg en 2001 et situé dans le quartier sur le bord de l'Elbe dans l'Arrondissement de Hambourg-Mitte.

## Historique
La Fondation maritime de Hambourg  s'est donnée pour mission de préserver les preuves de l'histoire maritime de la ville hanséatique de Hambourg et de sa région métropolitaine. Elle entretient et restaure les navires traditionnels, les voies ferrées et les installations portuaires, leurs équipements et installations ainsi que les structures qui représentent l'histoire du port de Hambourg et du transport maritime. L'objectif n'est pas seulement de préserver les objets, mais de les exploiter de manière fonctionnelle et de les rendre accessibles au grand public. Son travail est soutenu en permanence par les Amis de l'Association du patrimoine maritime de Hambourg (Freundeskreis Maritimes Erbe Hamburg e. V). 

### Savoir faire
La fondation est active dans les domaines de la restauration, de la préservation et de l'exploitation. La restauration des objets historiques nécessite un degré élevé de compétence et de soin professionnels. Pour ce faire, la fondation travaille avec des chantiers navals et des entreprises spécialisées, mais aussi avec des institutions de formation et de financement.
Pour beaucoup, les navires et le port lui-même font partie de leur propre histoire. Dans les associations qui exploitent les navires et les installations, ce lien personnel se traduit par un grand engagement volontaire pour la préservation du patrimoine maritime. Sous l'égide de la fondation, environ 1.700 bénévoles travaillent pour l'entretien et l'exploitation des navires traditionnels et des voies ferrées portuaires ainsi que des installations portuaires. Grâce aux bénévoles qui travaillent dans des associations indépendantes, les navires et un wagon du chemin de fer du port peuvent également être expérimentés par tous sur les trajets publics. 

## Navires présentés
Navires de valeur historique présents ou en cours de restauration :

### À flot
- Ketch de pêche, de type Ewer : Catarina (ALT 187) (1889)
- Bateau pilote : N°5 Elbe (1883)
- Remorqueur : Fairplay VIII (1962)
- Ketch à corne, de type Ewer  : Johanna (1903)
- Yacht de course 12m JI : Heti [2] (1912)
- Ketch de pêche : Landrath Küster (1889)
- Navire à vapeur : Schaarhörn (1908)
- Bateau d'inspection : Süderelbe[3] (1937)
- Cotre de pêche de l'Elbe : Greta[4] (1904)
- cargo polyvalent : Bleichen (1958)

### Sur quai
- Péniche à voile : Hermann G. [5] (1928)
- Dragueuse à godets : Alster[6] (1949)
- Barcasse portuaire : Porto Alegre[7](1928)
- Navire de sauvetage : Taucher Flint III[8] (1888)

### Navires en restauration
- Goélette franche : Undine (1931)
- Quatre-mâts barque : Peking (1911)

## Galerie

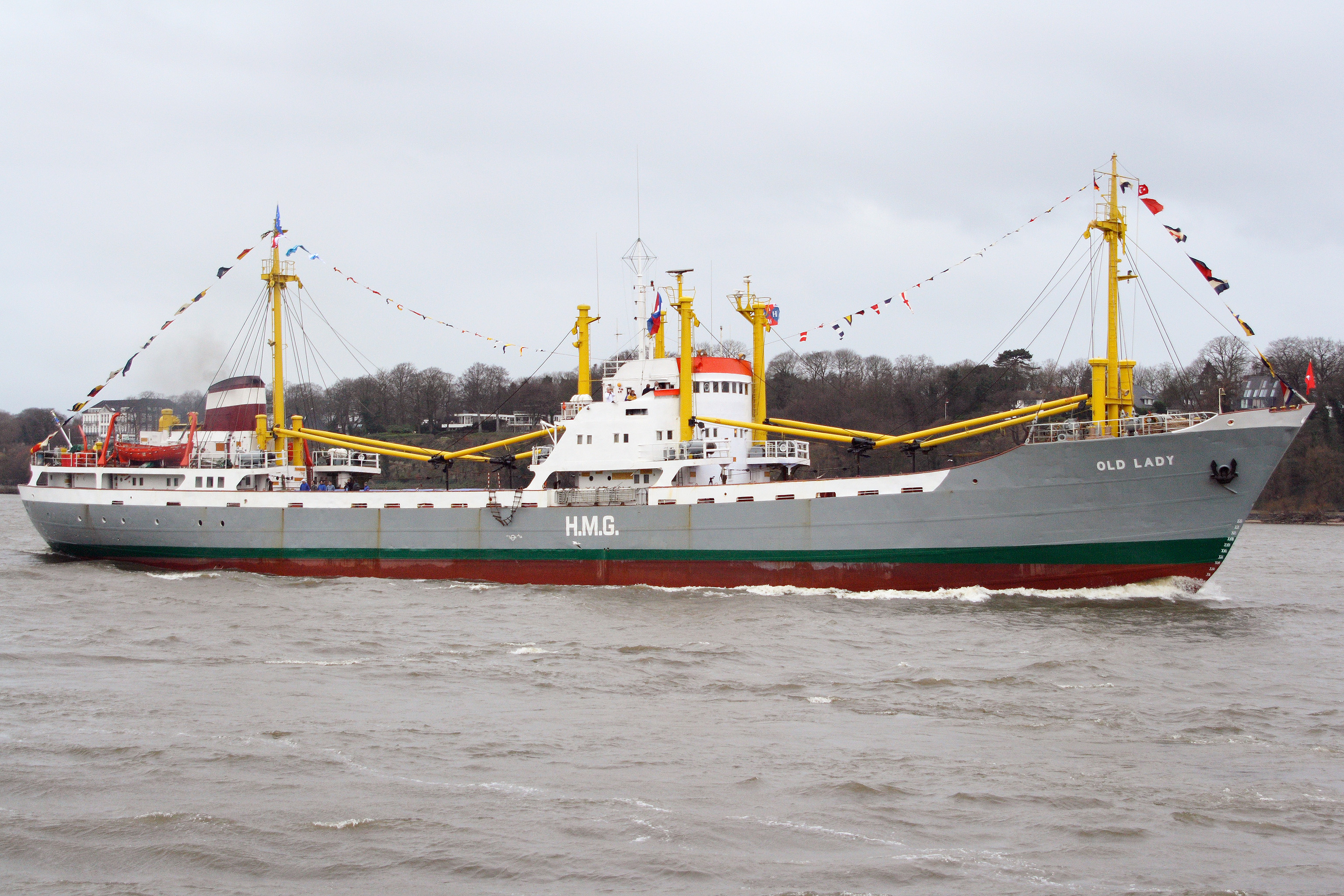
Bleichen (ex-Old Lady)
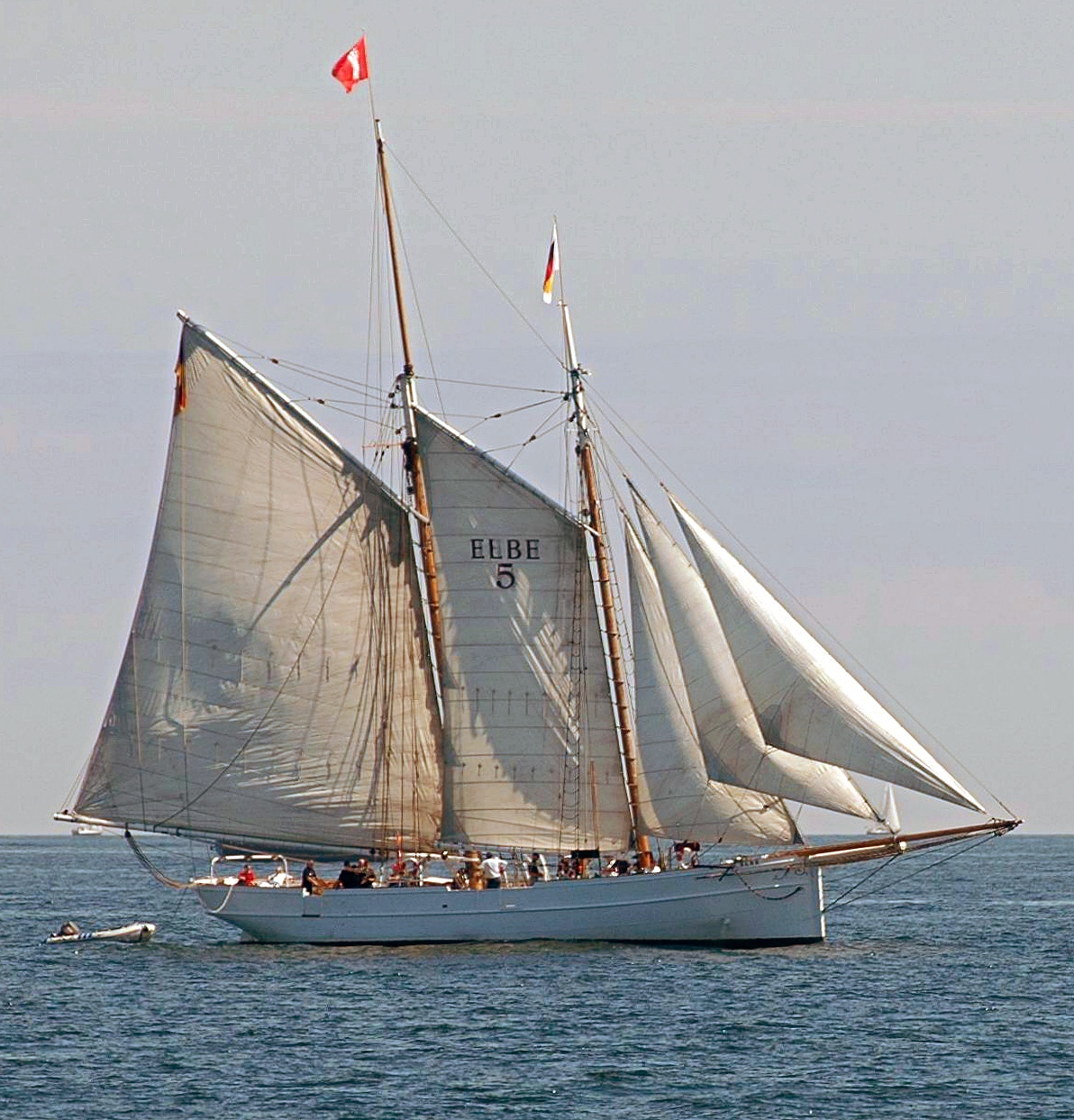
Bateau-pilote N°5 Elbe
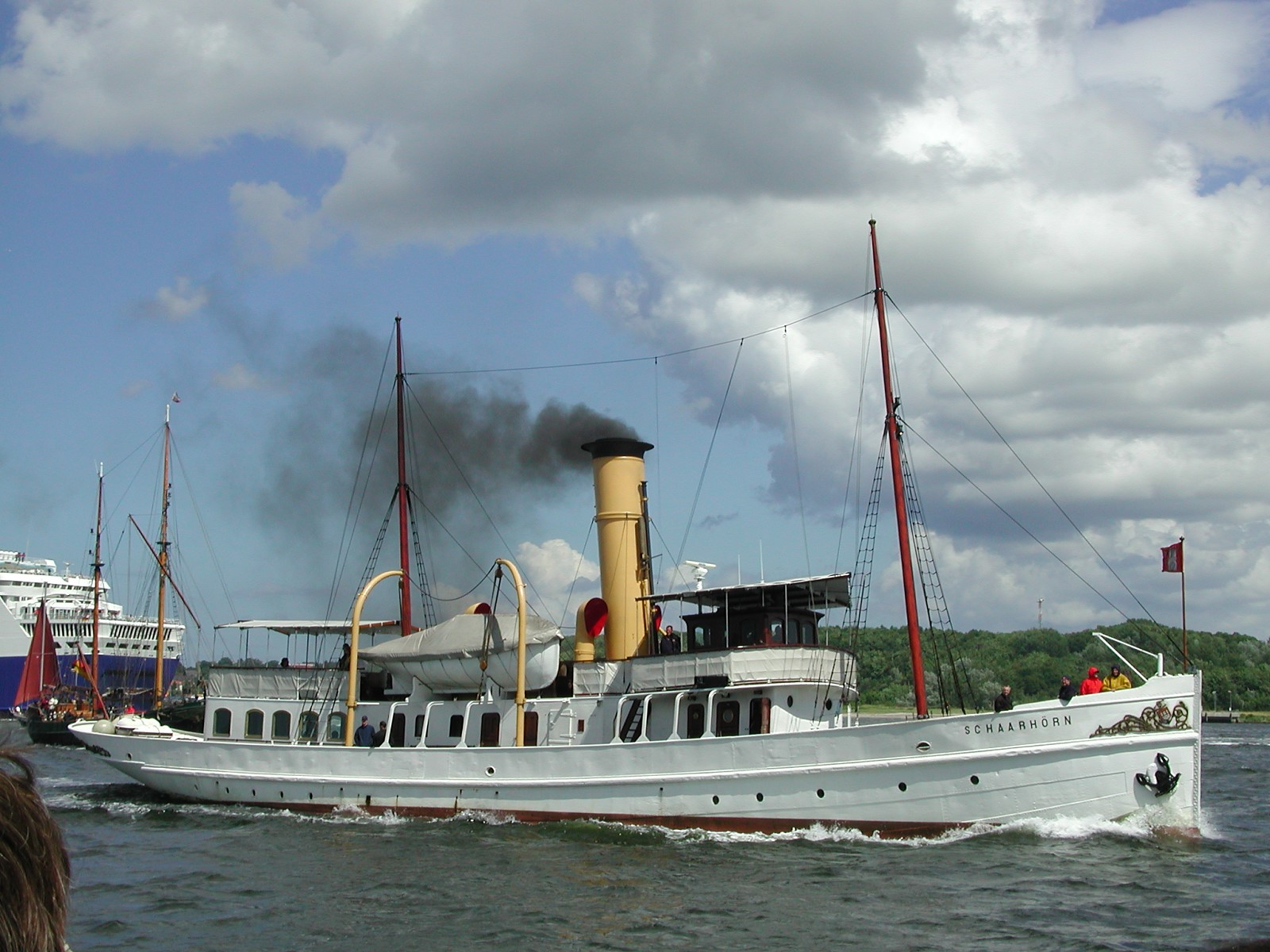
Bateau à vapeur Schaarhörn
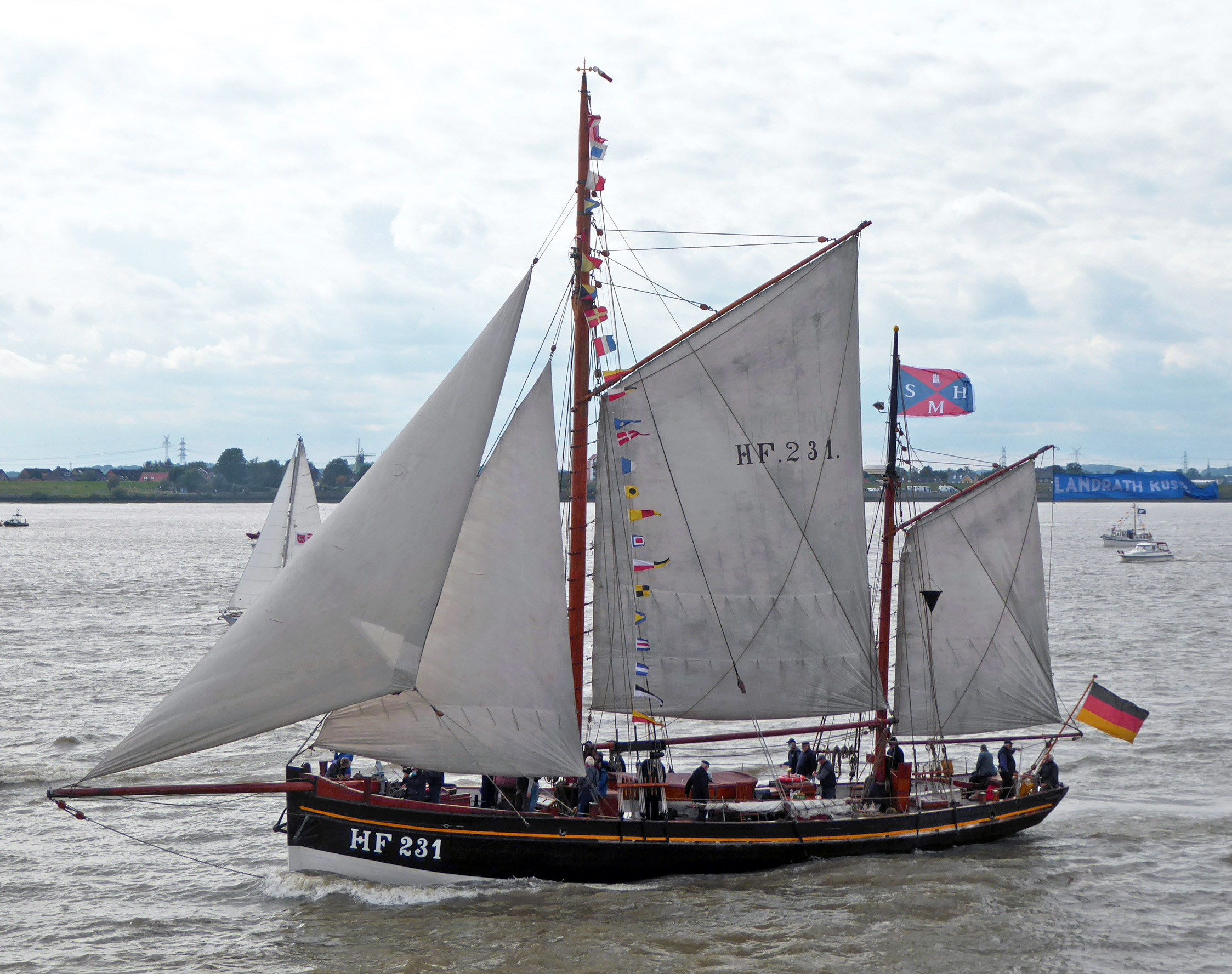
Landrath Küster

## Installations portuaires et hangars à quai
Les hangars des années 50 sur Australiastraße sont parmi les plus anciennes installations portuaires préservées de Hambourg et sont les derniers hangars à quai de l'époque de l'Empire allemand. Lorsque le complexe de bâtiments a été achevé en 1910, il était un fleuron de l'industrie portuaire de Hambourg et était considéré comme l'installation portuaire la plus moderne de l'époque. La conception du hangar de stockage a été révolutionnaire pour la manutention économique des marchandises, tandis que des aspects de la réforme sociale ont été pris en compte pour la première fois avec les bâtiments d'exploitation associés.

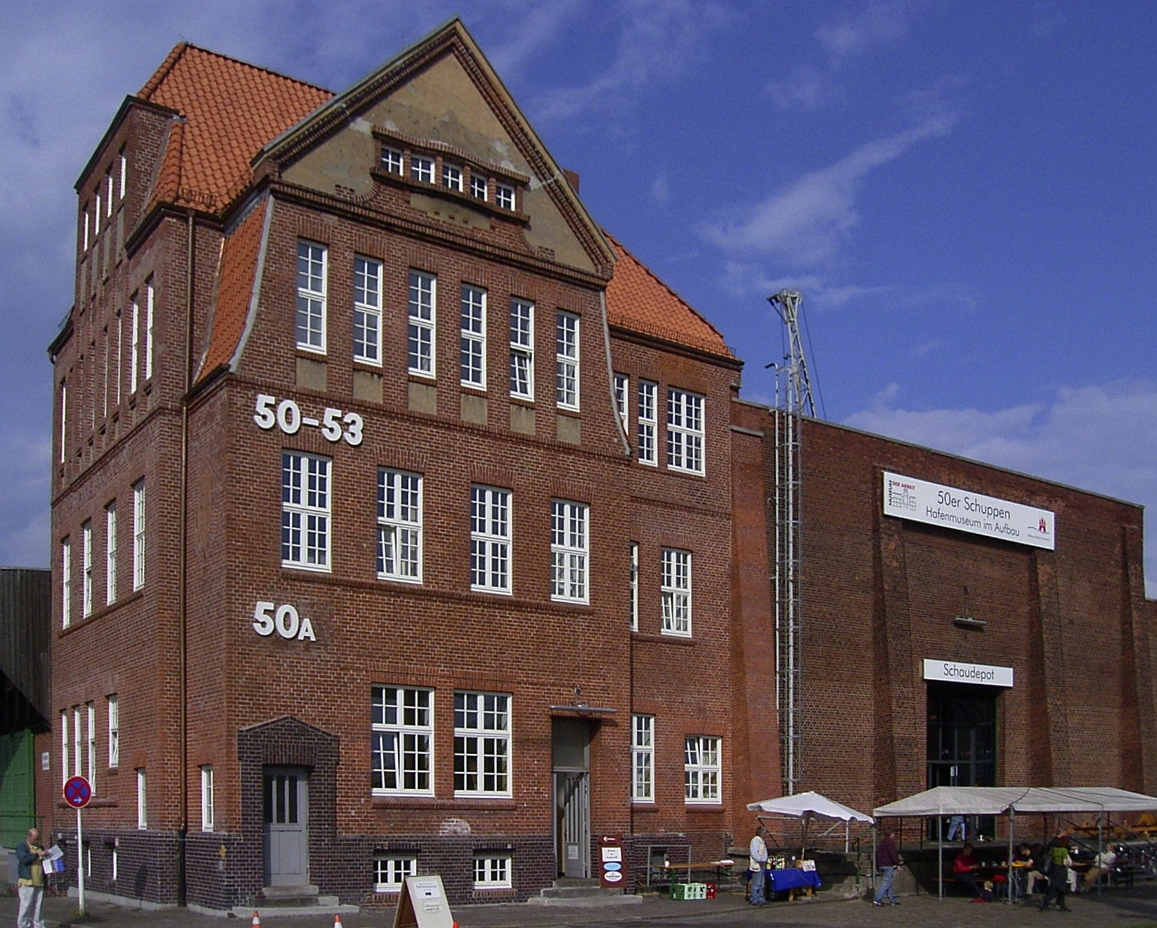
Hafenmuseum Hamburg

En 2002, la Fondation a repris les hangars des années 50 et de la ville hanséatique de Hambourg, à condition qu'ils soient entièrement restaurés sur leurs propres ressources. Cela a sauvé les bâtiments historiques de la démolition. Les hangars des années 50 sont maintenant un bâtiment classé.
Aujourd'hui encore, les hangars des années 50 sont gérés par des entrepôts commercialement actifs qui y stockent des produits et des épices. Le musée du port de Hambourg (de) est situé dans le hangar 50A.

## Chemin de fer portuaire
Le chemin de fer portuaire est la liaison la plus importante entre le port et l'arrière-pays depuis la seconde moitié du XIXe siècle et constitue donc encore aujourd'hui un élément indispensable de l'ensemble de la Fondation maritime. La manutention historique des marchandises est effectuée sur les voies lors de divers événements, par exemple entre les camions historiques, la voie ferrée du port et le cargo polyvalent Bleichen.
L'inventaire du chemin de fer du port historique comprend un total de 29 véhicules, dont deux locomotives à vapeur, des véhicules d'atelier, divers wagons de marchandises, un wagon de transport avec une grue à main de 1869, un chariot et l'autobus ferroviaire VT 4.42 . Chaque deuxième samedi du mois, le bus ferroviaire peut être utilisé pour effectuer des trajets sur la voie HPA de 300 kilomètres.

## Port maritime traditionnel

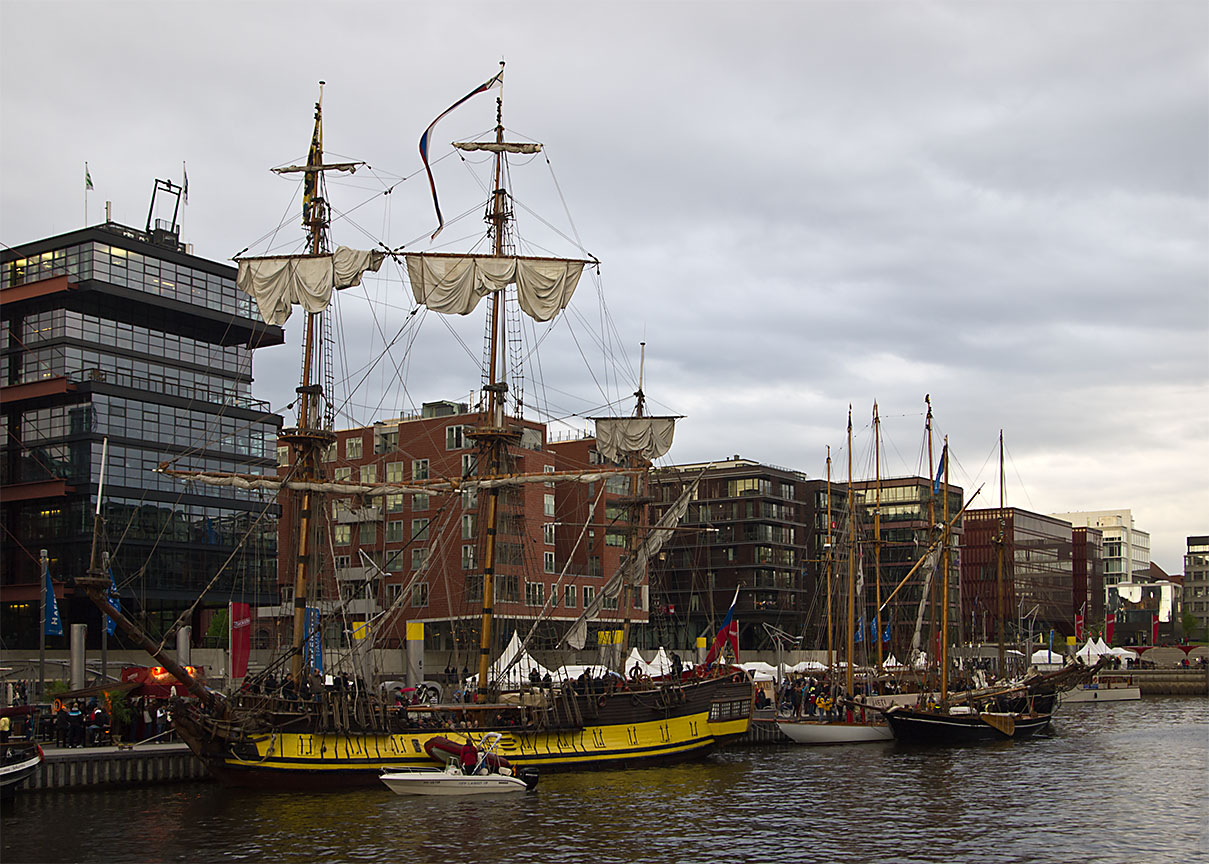
HafenCity en mai 2013

Le Sandtorhafen (le port maritime traditionnel de HafenCity), est le  plus ancien bassin portuaire moderne de Hambourg, et ses murs de quai ont été restaurés conformément aux bâtiments classés en 2002. Le ponton de 5.600 m² et 380 mètres de long a été ouvert en 2008 et sert de quai pour les navires traditionnels. Jusqu'à 25 navires peuvent accoster ici. Trois ponts d'accès historiques servent à développer l'installation, et trois grues de chargement restaurées ont été installées sur le Kaiserkai sur la rive sud du port.
Lors de son ouverture en 1866, le Sandtorhafen était le premier bassin portuaire créé artificiellement à Hambourg dans lequel les navires de mer pouvaient être manutentionnés le long du quai. À l'aide de grues à vapeur, les marchandises pouvaient être débarquées directement dans les hangars à quai ou placées sur des wagons de chemin de fer ou des véhicules tirés par des chevaux.

## Jetée de Bremer Kai
Au milieu de l'ancien port franc, dans le port de Hambourg, se trouve la jetée de Bremer Kai. Avec cette jetée, mise en service en 2018, les navires traditionnels de la région métropolitaine de Hambourg auront un point de contact fixe dans le port. Le ponton est situé à proximité immédiate du hangar historique des années 50. Le bassin portuaire de Hangourg a été créé en 1893. Des barges vont de l'embarcadère de Bremer Kai au St. Pauli-Landungsbrücken, au musée de l'émigration (Auswanderermuseum ), à la Philharmonie de l'Elbe (Elbphilharmonie) et à la Speicherstadt (ville des entrepôts).

## Ville d'émigrants (quartier de Veddel)

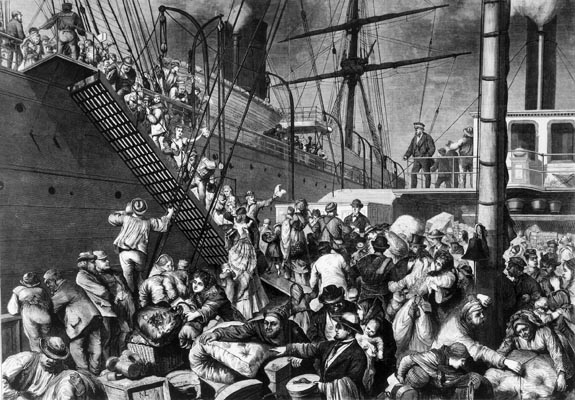
Émigrants à Hambourg (XIXe siècle)

À partir de 1900, Albert Ballin fit construire le BallinStadt (en) en son honneur sur le Veddel à Hambourg. Pour les émigrants qui étaient transportés sur les navires de la Hamburg America Line (HAPAG), des pavillons d'hébergement, des réfectoires, des bains, des églises, des synagogues et des salles d'examen médical ont été construits. La fondation a développé le concept général du musée de l'émigration.